# Lenovo

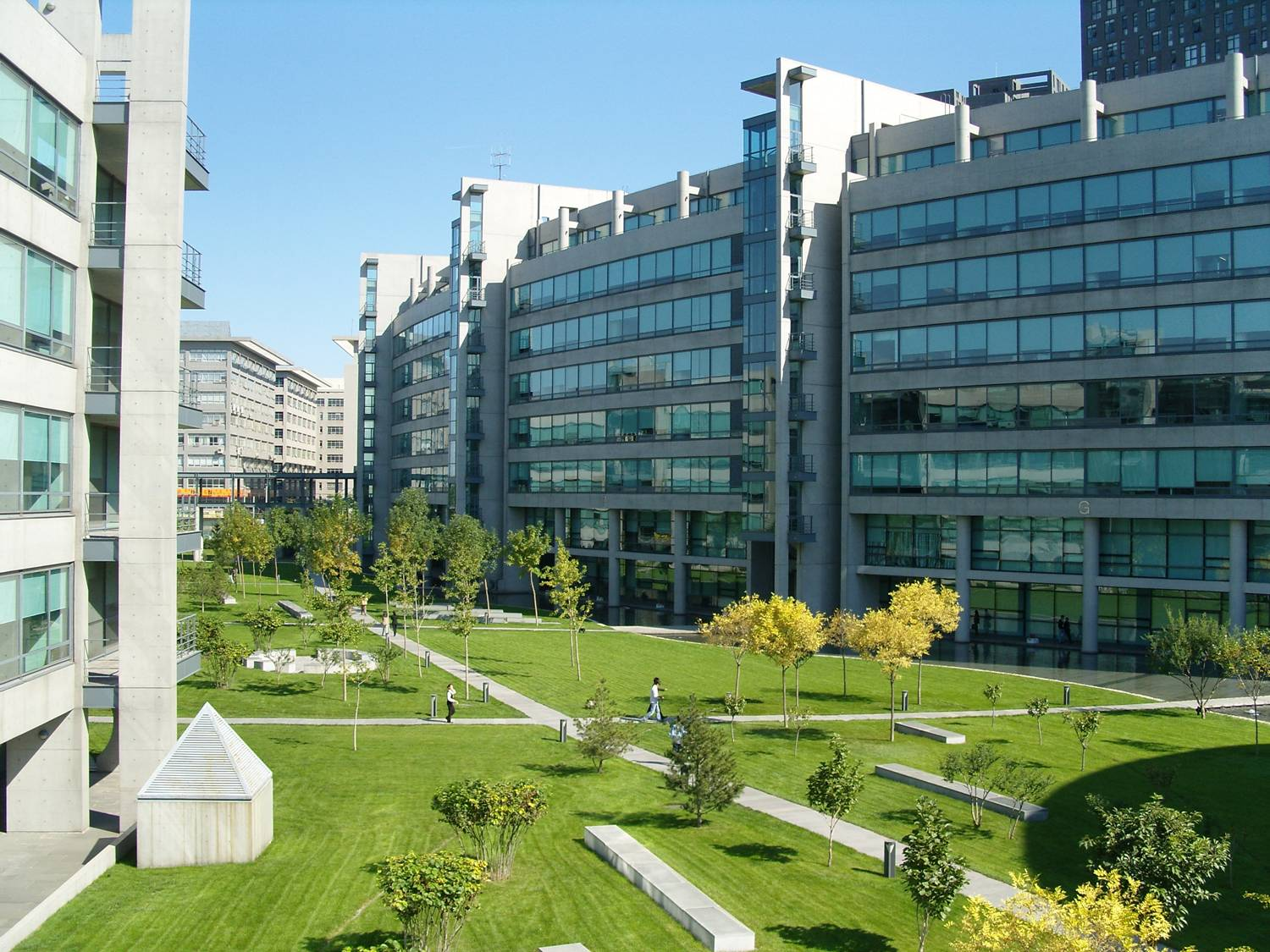
Siedziba przedsiębiorstwa w Pekinie

Lenovo Group Limited (chiń. 联想集团有限公司; pinyin Liánxiǎng jítuán yǒuxiàn gōngsī) – chińskie przedsiębiorstwo informatyczne. Oferta korporacji obejmuje komputery osobiste, stacje robocze, serwery, pamięć masową, a także produkty mobilne, takie jak smartfony (w tym marki Motorola), tablety, aplikacje oraz rozwiązania z zakresu Smart Home. Firma jest liderem na rynku komputerów z udziałami powyżej 20%.

## Historia
W 1984 roku Liu Chuanzhi wraz z 11 innymi osobami założył New Technology Developer Inc., wykorzystując rządowe dotacje w wysokości około 25 tys. dolarów. W 1988 roku przedsiębiorstwo zmieniło nazwę na „Legend” i pod tą marką odniosło sukces na rynku lokalnym, zajmując się redystrybucją produktów IBM, HP oraz tajwańskiego AST. W 1990 roku powstał pierwszy komputer własnej produkcji nazwany Legend PC.
W 1993 roku we współpracy z firmą Legend powstał pierwszy w Azji komputer oparty na procesorze Pentium, a w 1996 roku stał się najpopularniejszym produktem na rynku chińskim. W 1999 roku przedsiębiorstwo stało się liderem sprzedaży w całym regionie Azji Pacyficznej. Do sukcesu przyczyniły się kontrakty z instytucjami rządowymi i placówkami edukacyjnymi oraz niskie ceny. Na rynku azjatyckim to w głównej mierze zasługa przepisów podatkowych, które umożliwiają stosowanie konkurencyjnych cen wobec zachodnich producentów.
W 2003 roku zmieniono nazwę na Lenovo, a rozpoznawalność marka uzyskała po zakupie przez IBM – 1 maja 2005 roku za 650 mln dolarów w gotówce oraz pakiet akcji o wartości 600 mln dolarów. Po tej transakcji IBM stało się posiadaczem 18,9% akcji spółki Lenovo. W ciągu 5 lat przedsiębiorstwo uzyskało prawa do marki IBM oraz jej rozwiązań technologicznych, jak również prawo do zatrudnienia 10 tys. pracowników przedsiębiorstwa. W 2011 roku IBM posiadało już tylko 4,3% akcji, wartych 260 mln dolarów.
W 2014 roku Lenovo kupiło przedsiębiorstwo Motorola Mobility od Google za 3 miliardy dolarów, a rok później, w styczniu 2015, serwery IBM o architekturze x86.
Lenovo to korporacja nastawiona na produkcję urządzeń nowych technologii. Obecnie firma jest określana jako jeden z największych światowych producentów komputerów rynku PC oraz tzw. PC+ i jeden z czołowych sprzedawców smartfonów.

## Bezpieczeństwo
Superfish
W lutym 2015 r. firma Lenovo stała się przedmiotem kontrowersji związanej z oprogramowaniem oznaczonym jako malware na niektórych laptopach. Oprogramowanie Superfish Visual Discovery jest dodatkiem do przeglądarki internetowej, który wprowadza do stron reklamy porównujące ceny. Aby przechwycić komunikację zaszyfrowaną za pomocą HTTPS, oprogramowanie zainstalowało również samo podpisany certyfikat cyfrowy. Po włamaniu do klucza prywatnego Superfish odkryto, że ten sam klucz był używany we wszystkich instalacjach oprogramowania, co narażało użytkowników na luki w zabezpieczeniach. Firma Lenovo zarobiła od 200 000 USD do 250 000 USD na transakcji z Superfish. W 2017 roku firma Lenovo zgodziła się zapłacić 3,5 miliona USD w ramach porozumienia z US Federal Trade Commission.
Szef Superfish zareagował na obawy związane z bezpieczeństwem, mówiąc, że luka została „nieumyślnie” wprowadzona przez Komodię, która zbudowała aplikację. W odpowiedzi na krytykę Lenovo wyszczególniło, że zaprzestanie dalszej dystrybucji i zrezygnuje z korzystania z oprogramowania Superfish oraz zaoferuje zainteresowanym klientom bezpłatne półroczne subskrypcje oprogramowania McAfee LiveSafe. Firma Lenovo wydała oświadczenie z obietnicą zmniejszenia liczby aplikacji typu „bloatware”, które zawiera w swoich urządzeniach z systemem Windows 10, obiecując, że będzie zawierać tylko oprogramowanie Lenovo, oprogramowanie zabezpieczające, sterowniki i „określone aplikacje zwyczajowo oczekiwane przez użytkowników”. David Auerbach, autor scenariuszy technicznych, porównał Superfish z powodu skandalu związanego z root-kitami Sony DRM i stwierdził, że „instalacja Superfish jest jednym z najbardziej nieodpowiedzialnych błędów popełnionych przez doświadczoną firmę technologiczną”.
Lenovo Service Engine
Od października 2014 r. do czerwca 2015 r. oprogramowanie układowe UEFI w niektórych modelach Lenovo zawierało oprogramowanie znane jako „Lenovo Service Engine”, które według Lenovo automatycznie przesyłało nieidentyfikowalne informacje systemowe do Lenovo, gdy system Windows po raz pierwszy łączył się z Internetem, a także na komputerach przenośnych automatycznie instaluje także program Lenovo OneKey Optimizer (oprogramowanie uważane za bloatware). Ten proces występuje nawet w czystych instalacjach systemu Windows. Stwierdzono, że program ten został automatycznie zainstalowany przy użyciu nowej funkcji w Windows 8, Windows Platform Binary Table, która umożliwia przechowywanie plików wykonywalnych w oprogramowaniu UEFI. Ma to na celu zezwolenie krytycznego oprogramowania na utrzymywanie się nawet wtedy, gdy system operacyjny zmienił się lub został ponownie zainstalowany w „czystej” konfiguracji. W szczególności oprogramowanie zabezpieczające przed kradzieżą. Oprogramowanie zaprzestano użytkować po stwierdzeniu, że niektóre aspekty oprogramowania mają luki w zabezpieczeniach i nie są zgodne ze zmienionymi wytycznymi dotyczącymi właściwego korzystania z WPBT. 31 lipca 2015 r. firma Lenovo wydała instrukcje i aktualizacje oprogramowania układowego UEFI mające na celu usunięcie usługi Lenovo Service Engine.
Program opinii klientów Lenovo
Po raz trzeci w 2015 r. pojawiła się krytyka, że Lenovo mogło zainstalować oprogramowanie, które wyglądało podejrzanie na swoich komercyjnych liniach Think-PC. Zostało to odkryte przez pisarza Computerworld Michaela Horowitza, który kupił kilka systemów Think z zainstalowanym programem Customer Feedback, który zdawał się rejestrować dane dotyczące użytkowania. Dalsza analiza Horowitza wykazała jednak, że było to w większości nieszkodliwe, ponieważ rejestrowano tylko niektóre wstępnie zainstalowane programy Lenovo, a nie ogólne, i tylko wtedy, gdy użytkownik zezwolił na zbieranie ich. Horowitz skrytykował także inne media za cytowanie jego oryginalnego artykułu i powiedzenie, że Lenovo preinstalowało oprogramowanie szpiegujące, ponieważ sam nigdy nie używał tego terminu w tym przypadku, a także powiedział, że nie uważa oprogramowania, które opisał, za oprogramowanie szpiegujące.
Lenovo Accelerator
Od czerwca 2016 r. Raport Duo Labs stwierdza, że Lenovo wciąż instaluje oprogramowanie bloatware, które prowadzą do luk w zabezpieczeniach, gdy tylko użytkownik włączy swój nowy komputer. Firma Lenovo poradziła użytkownikom, aby usunęli szkodliwą aplikację „Lenovo Accelerator”, Według Lenovo aplikacja zaprojektowana tak, aby „przyspieszyć ładowanie” aplikacji Lenovo, stworzyła lukę typu „man-in-the-middle” w zabezpieczeniach.

## Produkty

### Notebooki i ultrabooki
- ThinkPad
- IdeaPad
- Yoga
- Lenovo Z, Y, G, B
- Legion
- Yoga Book
- LOQ

### Tablety
- ThinkPad
- Yoga
- Miix
- A

### Komputery stacjonarne All-in-one
- ThinkCentre
- V, S, H, C, B
- IdeaCentre

- Yoga Home
- Legion

### Smartfony i zegarki (smartwatche)
- Lenovo – Phab, P, H, K, C, B, A, ZUK Z2, ZUK Z2 Plus
- Motorola – Moto 360 (zegarek), Moto Z (smartfon), Moto Mods (moduły do smartfonów Moto Z)

### Monitory
- ThinkVision

### Stacje robocze
- ThinkStation
- ThinkPad